# 天野貴子
天野 貴子（あまの たかこ、6月1日 - ）は、フリーアナウンサー。

## 経歴
福岡県出身。九州大谷短期大学を卒業後OLとして一般企業に勤めていたが、タレントに転身して福岡を中心に活動。RKBテレビのバラエティ番組『ピーチーズの@お気に入り』では、ブラックピーチーズのリーダーとして活躍した。
様々な番組のリポーター等を経て、RKBのローカルニュースで念願のアナウンサーデビューを果たした。2007年7月にジュニアベジタブル&フルーツマイスター（通称：野菜ソムリエ）資格を取得。食育に関する活動も展開する。その他ベジフルビューティーセルフアドバイザー（美容のための野菜・果物学）、調味料ジュニアマイスター（和食調味料の資格）、はちみつマイスター等食に関する資格を取得している。
『九州けいざいNOW』に出演していた関係で、司会だった義山望が2010年3月いっぱいで退社した後を受け、同月いっぱいでフリーランスとして受けていた仕事を全て降り、4月1日付でTVQに“移籍”。以後は同社アナウンサーとして引き続き『けいざいNOW』のリポーターやニュース番組を務める。なお、TVQにとっては吉松孝の退社以来、久々の地元福岡県出身の「ご当地アナウンサー」となった。
2015年3月末をもってTVQを退社。再びフリーとなった。

## 担当中の番組
- RKBテレビのローカルニュース（「JNNニュース」、その他）

## 過去の出演番組

### TVQ入社前
- ピーチーズの@お気に入り（RKBテレビ）
- めんたいワイド（福岡放送）
- RKBテレビのローカルニュース（「JNNニュース」・「みのもんたの朝ズバッ!」内、その他）

### TVQ時代
- 九州けいざいNOW
フリー時代は「発掘!アマノート」担当。義山退社後メインリポーター（スタジオサブキャスター）に。
- NEWS FINE FUKUOKA（ローテーション担当、金曜はスタジオ固定）
- TVQ SUPER!STADIUM 副音声（2010年7月31日）
通常担当する立花が体調を崩したことにより、午前中『けいざいNOW』の生放送があったにもかかわらず出演した。[2]
- 北九州サプライズグルメ（2011年3月21日）
舞の海秀平と北九州のおいしいグルメや人気スポットを食べ歩く旅行バラエティ特番。BSジャパンでも同年3月27日に放送され、ブラックピーチーズ時代からを含めても初の全国出演となった。
- ルックアップふくおか（前番組と異なり全日スタジオ固定）
立花は2014年7月まで金曜の「週末チェッキュウ!!」担当。
- Cafe7（かふぇなな）
番宣もの。立花、結城亮二とのローテーション担当。